# Cuadrilla de Vitoria
La Cuadrilla de Vitoria (en euskera: Gasteizko Kuadrilla o Eskualdea), es una de las comarcas en que se divide la provincia o territorio histórico de Álava. Aún tratándose de una institución propia del Antiguo Régimen ha sido recuperada para  atender y administrar las necesidades de sus habitantes, especialmente en las zonas rurales.

## Geografía

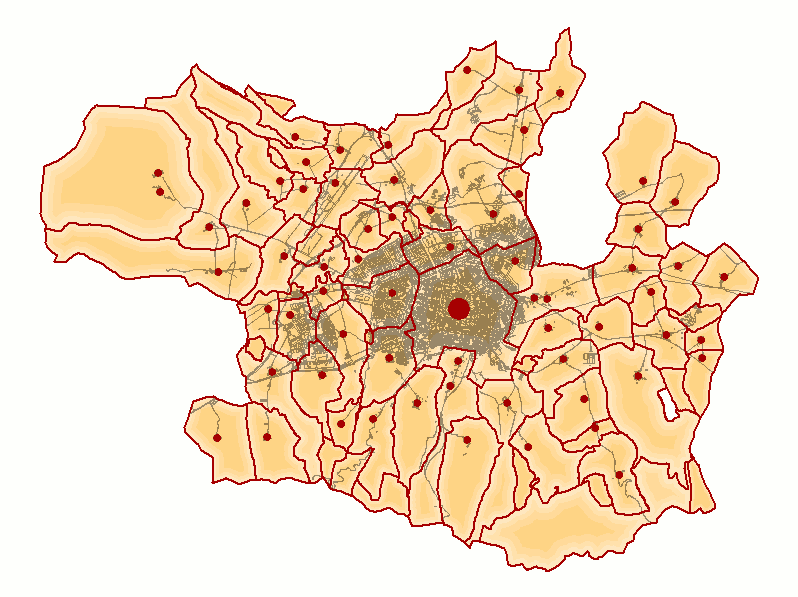
Concejos y ciudad de Vitoria

Comprende 65 núcleos de población, con una extensión superficial de 277 km², con 251.774 habitantes (INE 2019). Geográficamente coincide con el municipio de Vitoria, la capital Álava, situada en la parte occidental de la Llanada Alavesa. Aunque es la menos extensa de las Comarcas de Álava, concentra 3/4 partes de la población provincial.

## Historia
En 1840 la Cuadrilla de Vitoria se dividió en las Cuadrillas de Vitoria y la Cuadrilla de Añana. La antigua Hermandad de Vitoria estaba formada por la ciudad de Vitoria y sus 43 aldeas, las cuales se reunieron a Vitoria en diferentes tiempos y ocasiones:
En 1258, trató la Cofradía de Arriaga, ceder, bajo ciertos pactos y condiciones, al rey de Castilla Alfonso X, agregando las conocidas como Aldeas Viejas de Vitoria:
| - Harriaga, hoy Arriaga-Lakua. - Betoño - Adurzaa, despoblado. | - Harechavaleta - Galdeley - Olharizu, despoblado | - Mendiola - Ehlali, hoy Ali-Gobeo. - Castiello |  |

### Despoblados
Cuyos territorios conservan sus nombres: Gazaheta, Miana, Doypa, Batriguiz, San Román y Ullibarri de Araca.

### Concejos
- Abechuco,  Abetxuko
- Aberasturi
- Betoño, Betoñu.
- Elorriaga
- Arcaute, Arkauti.
- Lermanda
- Zuazo de Vitoria, Zuhatzu.
- Gomecha, Gometxa.
- Ascarza, Askartza.
- Ilárraza, Ilarratza
- Matauco, Matauku.
- Argandoña
- Arcaya, Arkaia.
- Otazu
- Villafranca, Billafranka.
- Cerio, Zerio.
- Gámiz, Gamiz.
- Miñano Menor, Miñaogutxia.
- Bolívar, Bolibar.
- Gamarra Mayor, Gamarra Nagusia.
- Gamarra Menor, Gamarra Gutxia.
- Arriaga, hoy Arriaga-Lakua.
- Crispijana, Krispiña.
- Zumelzu, Zumeltzu.
- Subijana de Álava, Subillana-Gasteiz.
- Armentia
- Berrosteguieta, Berroztegieta.
- Ullíbarri de los Olleros, Uribarri Nagusia.
- Oreitia
- Gobeo, Gobeu.
- Ali, hoy Ali-Gobeo, Ehari.
- Junguitu, Jungitu.
- Lubiano, Lubinao.
- Ullíbarri-Arrazua, Uribarri Arratzua.
- Amárita, Amarita.
- Retana, Erretana.
- Miñano Mayor, Miñao, o Miñao Goien.
- Lasarte
- Gardélegui, Gardelegi.
- Arechavaleta, Aretxabaleta.
- Mendiola
- Castillo, Gaztelu.
- Monasterioguren

## Localidades de la Cuadrilla de Vitoria con más de 100 habitantes
|    | Nombre localidad         | Nombre oficial                | Municipio | Población 2022 |
| 1  | Vitoria                  | Vitoria-Gasteiz               | Vitoria   | 253.763        |
| 2  | Betoño                   | Betoño                        | Vitoria   | 502            |
| 3  | Asteguieta               | Astegieta                     | Vitoria   | 297            |
| 4  | Armentia                 | Armentia                      | Vitoria   | 265            |
| 5  | Gamarra Mayor            | Gamarra Mayor/Gamarra Nagusia | Vitoria   | 249            |
| 6  | Mendiola                 | Mendiola                      | Vitoria   | 242            |
| 7  | Lasarte                  | Lasarte                       | Vitoria   | 203            |
| 8  | Villafranca de Estíbaliz | Villafranca                   | Vitoria   | 160            |
| 9  | Berrosteguieta           | Berrostegieta                 | Vitoria   | 144            |
| 10 | Zuazo de Vitoria         | Zuazo de Vitoria/Zuhatzu      | Vitoria   | 138            |
| 11 | Ali                      | Ehari/Ali                     | Vitoria   | 130            |
| 12 | Aberásturi               | Aberasturi                    | Vitoria   | 133            |
| 13 | Aríñez                   | Ariñiz/Aríñez                 | Vitoria   | 136            |
| 14 | Arechavaleta             | Aretxabaleta                  | Vitoria   | 144            |
| 15 | Junguitu                 | Jungitu                       | Vitoria   | 123            |
| 16 | Mendoza                  | Mendoza                       | Vitoria   | 121            |
| 17 | Elorriaga                | Elorriaga                     | Vitoria   | 130            |
| 18 | Aránguiz                 | Arangiz                       | Vitoria   | 109            |

## Circunscripción electoral
La elección de los junteros se realiza sobre la base de 3 circunscripciones electorales basados en las cuadrillas o comarcas alavesas: Cuadrilla de Vitoria (38 apoderados); Cuadrilla de Ayala (5 apoderados) y Tierras Esparsas, que agrupa las 5 cuadrillas restantes (7 apoderados).
- Cuadrilla de Vitoria: 38 apoderados

Distribución tras las Elecciones Forales de 2015:
- Partido Popular: 11
- EH Bildu: 7
- Partido Nacionalista Vasco: 7
- Podemos: 6
- Partido Socialista de Euskadi-Euskadiko Ezkerra (PSOE): 5
- Irabazi: 1
- Ciudadanos: 1

Distribución tras las Elecciones Forales de 2011:
- Partido Popular: 13
- Partido Nacionalista Vasco: 8
- Partido Socialista de Euskadi-Euskadiko Ezkerra (PSOE): 8
- Bildu (EA-Alternatiba): 7
- Ezker Batua Berdeak: 2

Distribución tras las Elecciones Forales de 2007:
- Partido Socialista de Euskadi-Euskadiko Ezkerra (PSOE): 12
- Partido Popular: 12
- Partido Nacionalista Vasco: 8
- Acción Nacionalista Vasca: 3
- Ezker Batua Berdeak - Aralar: 2
- Eusko Alkartasuna: 1